# Vrahovice

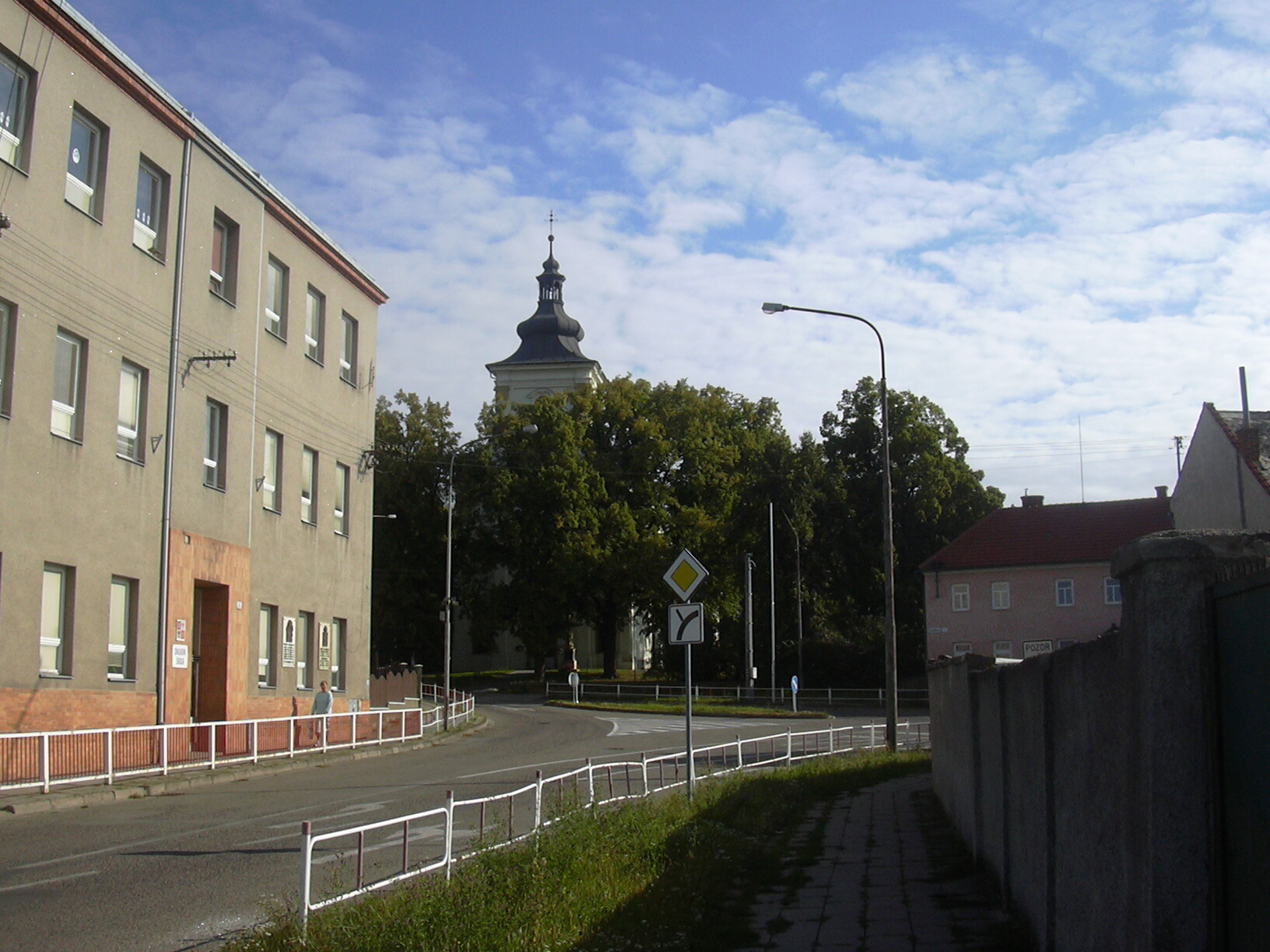
Vrahovice

Vrahovice là một làng thuộc huyện Prostějov, vùng Olomoucký, Cộng hòa Séc.